# Limnophora obscuricorpus
Limnophora obscuricorpus är en tvåvingeart som beskrevs av Shinonaga 2005. Limnophora obscuricorpus ingår i släktet Limnophora och familjen husflugor. Inga underarter finns listade i Catalogue of Life.